# 丰店水库
丰店水库是中国湖北省孝感市大悟县境内的一座水库，位于淮河支流竹竿河上，建于1967年。水库正常库容为1937万立方米，集雨面积为47.3平方千米，海拔为133.9米。